# Coccophagus adumbratus
Coccophagus adumbratus är en stekelart som beskrevs av Annecke och Insley 1970. Coccophagus adumbratus ingår i släktet Coccophagus och familjen växtlussteklar.
Artens utbredningsområde är Israel. Inga underarter finns listade i Catalogue of Life.